# Cooperación estructurada permanente
La cooperación estructurada permanente (CEP por sus siglas en español o PESCO por sus siglas en inglés) es un instrumento que permite a los Estados de la Unión Europea, que así lo deseen, desarrollar conjuntamente sus capacidades de defensa y a suministrar unidades de combate para misiones planificadas. Dicho instrumento, que el Consejo de la Unión está facultado para poner en marcha por mayoría cualificada, ha permitido la creación de un núcleo duro entre los Estados dispuestos a una mayor integración militar. Por otra parte, la Agencia Europea de Defensa (AED) evalúa las contribuciones, mientras que el Consejo autoriza a la acción. Además, el mecanismo no define los asuntos que regulará, sino que son los miembros quienes deciden qué contenidos tendrá el mismo.

## Historia
La CEP fue añadida en el Tratado de Lisboa —recogido en los artículos 42.6 y 46, así como en el Protocolo 10 del Tratado de la Unión Europea— pero nunca había sido utilizado. Por ello, en el Consejo de Asuntos Exteriores de junio de 2017, Federica Mogherini demandó un mayor apoyo para la implementación de la CEP. En respuesta, el Consejo instó a los responsables de la defensa comunitaria a proponer una serie de criterios y compromisos vinculantes en defensa y seguridad que permitiesen cumplir «las misiones más exigentes» a los Estados miembros que participasen en la CEP. A partir de entonces se realizaron encuentros preparatorios que permitieron a cada Estado miembro fijar su postura en torno a la CEP durante la reunión ministerial en Tallin de septiembre siguiente que sirvió como preámbulo al Consejo Europeo de octubre, momento que había sido establecido como el límite para que los gobiernos pusiesen en firme sus posturas. Sin embargo, durante el Consejo se designó el 13 de noviembre de 2017 como la fecha definitiva para definir la participación de cada Estado miembro.
De esta forma, un total de 23 Estados miembro firmaron la carta para notificar su intención de sumarse a la CEP, durante una ceremonia en la fecha convenida realizada en Bruselas entre los ministros de Exteriores y Defensa. Los únicos gobiernos que no se sumaron a la iniciativa fueron Irlanda, Portugal, Malta y Dinamarca, aunque finalmente solo estos últimos dos Estados no aceptaron los compromisos vinculantes durante la reunión de Asuntos Exteriores del 11 de diciembre siguiente, cuando se tomó la decisión formal para aprobar la CEP. De esta forma, entre la idea que defendía el gobierno francés con una avanzadilla de Estados implicados, y el proyecto inclusivo que impulsó el gobierno alemán, se impuso esta última opción.
En noviembre de 2021 el Consejo adoptó una Decisión por la que se lanzó la cuarta ola de proyectos de CEP que amplió la lista de proyectos que debían emprenderse. Ya en marzo de 2018, el Consejo adoptó una lista inicial de 17 proyectos y en noviembre de 2018, adoptó un segundo lote de 17 y, un tercer lote de 13 en noviembre de 2019. En consecuencia, el número de proyectos de colaboración se elevó a sesenta en ámbitos diversos como los centros de formación, los sistemas de formación terrestre, los sistemas marítimos y aéreos, la ciberseguridad, los servicios de capacitación o el espacio.

## Contexto de su activación desde 2017
La refundación de la Unión Europea es el proyecto que busca la reforma institucional y constitucional para adaptar a dicha organización a los futuros cambios globales y avanzar en la integración europea. Fue iniciado en 2017 y ha sido impulsado principalmente por la Comisión Europea y el denominado eje franco-alemán. Aunque el término «refundación» ha sido utilizado especialmente por el presidente de Francia, Emmanuel Macron y su gobierno, diferentes actores políticos se han referido a la situación empleando términos variados para reflejar la voluntad de aumentar la capacidad geopolítica, la autonomía estratégica o la soberanía de la Unión. Por ejemplo, durante la presidencia francesa del Consejo de la UE en 2022, el propio Macron utilizó como eslogan las palabras «relanzamiento, poder, pertenencia».
En medio de la tensión diplomática entre Rusia y la UE y la intensificación de la rivalidad entre China y Estados Unidos, la UE comenzó a debatir la noción de autonomía estratégica, que exige a la organización defender su soberanía y promover sus intereses de manera independiente. Dicha autonomía suele vincularse a la defensa, pero podría ir más allá, teniendo en cuenta que a nivel internacional las capacidades económicas y tecnológicas han ganado relevancia. Sin embargo, varios líderes europeos aspiran a dotar a la UE de las capacidades militares que consideran necesarias para garantizar su defensa en pos de conseguir la autonomía estratégica.

## Funcionamiento
A diferencia de la entrada de un Estado en el euro (condicionada a parámetros en materia de deuda, déficit presupuestario o inflación), la participación en la CEP no exige llenar ningún requisito, pero sí cumplir los compromisos cuya aplicación evalúa periódicamente el Alto representante. Sin embargo, las discusiones intraeuropeas también presentan desafíos como la preferencia nacional o el desacuerdo sobre las regulaciones de exportación de armas.

## El Comando Médico Europeo
El Comando Médico Europeo (EMC) es un centro de mando médico planificado en apoyo de las misiones de la UE, formado como parte de la Cooperación Estructurada Permanente. El EMC proporcionará a la UE una capacidad médica permanente para apoyar las operaciones en el extranjero, incluidos recursos médicos y un grupo de trabajo médico de rápido despliegue. El EMC también proporcionará instalaciones de evacuación médica, clasificación y reanimación, tratamiento y retención de pacientes hasta que puedan regresar a sus funciones, y tratamiento dental de emergencia. También contribuirá a armonizar las normas médicas, la certificación y las condiciones marco jurídicas (civiles).

## El Núcleo de operación de respuesta a crisis
El Núcleo de Operación de Respuesta a Crisis de EUFOR (EUFOR CROC) es un proyecto emblemático de defensa que se está desarrollando como parte del mecanismo de Cooperación Estructurada Permanente. EURFOR CROC contribuirá a la creación de un "paquete de fuerzas de espectro completo" para acelerar el suministro de fuerzas militares y las capacidades de gestión de crisis de la UE. En lugar de crear una fuerza permanente, el proyecto implica la creación de un catálogo concreto de elementos de fuerza militar que aceleraría el establecimiento de una fuerza cuando la UE decida lanzar una operación. Se centra en el territorio y pretende generar una fuerza de 60 000 soldados sólo de los estados contribuyentes. Si bien no establece ninguna forma de "ejército europeo", prevé una fuerza interoperable y desplegable bajo un mando único. Alemania es el país líder en el proyecto, pero los franceses están muy involucrados y está vinculado a la propuesta del presidente Emmanuel Macron de crear una fuerza de intervención permanente. Los franceses lo ven como un ejemplo de lo que es PESCO.